# Gaël Giraud
Gaël Giraud (París, 24 de enero de 1970) es un economista francés especializado en economía matemática, director de investigación económica del Centro Nacional de Investigaciones Científicas de Francia (CNRS) y exdirector de la Agencia Francesa de Desarrollo (AFD) entre 2015 y 2019. Es además sacerdote católico y miembro de la Compañía de Jésus.
En 2022, fue acusado de plagio por diversas irregularidades en la fuente de su tesis doctoral (y en una versión de la misma destinada al gran público) y criticado por comentarios conspiranoicos y antisemitas.

## Biografía

### Formación
Después de dos años de clases preparatorias en el liceo Henri IV (París), ingresó en la École Normale Supérieure de la calle de Ulm y la École Nationale de la Statistique et de l'Administration Economique (ENSAE) en 1989. Durante sus dos años de servicio civil en Chad (1995-1997), impartió clases de matemáticas y física en el liceo Santo-Charles Lwanga (Sarh) y fundó el Centre d'accueil des enfants de la rue de Balimba. En enero de 1998, defendió su tesis de doctorado en matemáticas aplicadas (a la economía) en el Laboratorio de Econométría de la École Polytechnique y en la Universidad París-I, Panthéon-Sorbona.
En 2004, obtuvo la habilitación para dirigir investigaciones (HDR). Ese mismo año, el 27 de septiembre, profesó en los jesuitas y fue ordenado sacerdote el 14 de diciembre de 2013. En mayo de 2020 defiende una tesis doctoral en teología en la universidad jesuita de París, dedicada a la teología política de los bienes comunes en la era del antropoceno, bajo la supervisión de Christoph Theobald.

### Cargos desempeñados
Tras pasar un año como becario en el CORE (Centre For Operations Research, Louvain-la-Neuve, Belgique), entró en el CNRS en 1999, donde es director de investigación económica. 
Su primera colocación fue en el BETA (Bureau d'Économie Théorique et Appliquée, Strasbourg), y después, en 2001, en el CES (Centre d'Économie de la Sorbonne).
Fue investigador asociado en la École d'économie de Paris desde su fundación hasta 2014 y consultor científico. Desde 2015 hasta 2019 ha desempeñado el cargo de economista en jefe y director ejecutivo de la Agence française de développement.
Además ejerció como quant (consultor a cargo de la concepción de las modelos matemáticas utilizados en finanzas de mercado) en los equipos de Jean-Michel Lasry en la CPR y de Calyon, entre 1999 y 2004. Trabaja principalmente sobre la fijación de precios de los activos crediticios. En 2003 le propusieron trabajar como  operador en Nueva York, puesto que rechazó para profesar como jesuita.
Gaël Giraud enseña teoría de los juegos y economía matemática en la universidad París-I Panthéon-Sorbona, en la facultad de las ciencias económicas y de gestión de Estrasburgo y en la universidad de Hanói al Vietnam. A día de hoy, enseña economía al cuerpo del ingenieros de Puentes y Caminos, en la École Polytechnique, donde fundó y dirige la cátedra de Energía y Prosperidad desde 2015; y  en el Sustainability Institute de la universidad de Stellenbosch.  
En 2007, fue nombrado profesor adscrito al ESCP-Europe, miembro del CERAS. Desde entonces, ha sido miembro del consejo científico de Finance Watch, de la Fondation Nicolas Hulot, del Shift Project y del Campus de la transición ecológica. Desde 2018, es miembro asociado al Institut des Études Avancées de Nantes.
Miembro del centro de investigación y de acción social, escribe regularmente una columna sobre la actualidad económica y financiera en la revista <i id="mwSA">Project</i>.
A principios de 2020, Gaël Giraud fue nombrado presidente honorífico del Instituto Rousseau, que es un nuevo círculo de reflexión de izquierdas, que se define como «apartidista, independiente de los partidos » y « en el cruce de la socialdemocracia, de la ecología y del pensamiento republicano».

### Obra
Sus obras tratan principalmente sobre la función del dinero, de los mercados financieros y de su reglamentación en la prevención de las quiebras financieras, así como sobre las dinámicas económicas desequilibradas. Gaël Giraud trabaja también sobre los bonos indexados a la inflación, la apertura de ofertas públicas de venta en bolsa (OPV o IPO), los derivados crediticios y los métodos de fixing para las cámaras de compensación de los mercados internacionales.
Desde 2007 escribe en su columna de la revista Project donde expone sus ideas sobre el pico petrolero, a favor de un proteccionismo  inteligente para llevar a cabo una reconstrucción industrial y ecológica de Europa, de un salario máximo, de una financiación masiva de la transición ecológica, del paso del euro como moneda única al euro como moneda común. En sus trabajos introduce el concepto de "elasticidad", al considerar la energía como el factor esencial del crecimiento económico, lo que lo aleja de los análisis económicos convencionales.
Las obras de Gaël Giraud ofrecen una mirada original sobre la economía. Explora y desarrolla aspectos éticos, incluso teológicos, de las ciencias económicas.
Desde 2012, alerta sobre los riesgos relacionados con el calentamiento global, y el agotamiento de los recursos energéticos.
Junto con un equipo de investigadores de la Agence Française de Développement, desarrolla desde 2015 una nueva herramienta de modelización macroeconómica : GEMMES (General Monetary and Multisectoral Macrodynamics for the Ecological Shift). Esta herramienta de toma de decisiones íntegra los desafíos de la transición ecológica.

### Reconocimientos
En 2009 fue nominado para el premio al mejor joven economista otorgado por el periódico Le Monde y el Cercle des économistes.
En 2019, recibió el premio del « MOOC of the year » del AFD y de la Escuela Normal Superiorpor el MOOC «Transition écologique et énergétique dans les pays du Sud».

### Posturas
Gaël Giraud fue muy activo durante la preparación de la ley Moscovici sobre la separación de los bancos de crédito de la banca comercial, denunciando con Alain Grandjean y Olivier Berruyer, entre otros, la ineficacia previsible de las nuevas disposiciones reglamentarias. En relación con este tema organizó un coloquio-debate en Sorbona el 21 de enero de 2013.
En una entrevista de febrero de 2017, explicó la importancia económica y ecológica del concepto de commun: "En términos más generales, estoy convencido de que tenemos que trabajar en el surgimiento de comunidades capaces de administrar inteligentemente los bienes comunes,  a la misma distancia de la gestión burocrática soviética o neoliberal".

Plus globalement, ma conviction est que nous devons travailler à l’émergence de communautés capables d’administrer intelligemment des communs, à égale distance de la gestion bureaucratique soviétique ou néo-libérale.

### Teatro
Gaël Giraud es el autor de una pieza de teatro, Chemins vers la soif,  dirigida por Valérie Castel-Jordy, en gira por Francia en 2010-2011.

### Diplomas
- DeAPM : Descending electronic Auction for Primary Markets, 2004[28]
- A fixing Method for electronic Clearing Houses, 2010

## Publicaciones

### Obras
- 2009 : Vingt Propositions pour réformer le capitalisme,[29] Édition Garnier-Flammarion, Paris,bajo la dirección de Gaël Giraud y Cécile Renouard. Flammarion y la empresa de capacitación financiera Bärchen dedicaron una página web a este trabajo.[30]
- 2009 : La Théorie des Jeux, Édition Garnier-Flammarion, Paris, collection « Champs-U », 3ª edición, septiembre de 2009.[31]
- 2012, avec Cécile Renouard, Le facteur 12, Pourquoi il faut plafonner les revenus, Carnets Nord, Paris, marzo de 2012.[32]
- 2013 : Illusion financière, 2ª edición, revisada y aumenteada, Les Éditions de l'Atelier, marzo de 2013. Nueva edición revisada y aumentada, formato de bolsillo, aparacida en marzo de 2014.[33]
- 2014 : prefacio de la edición francesa de L'Imposture économique de Steve Keen, Éditions de l'Atelier, octubre 2014, donde es director científico (traducido al inglés por Aurélien Goutsmedt)[34]
- 2014 : con Thierry Caminel, Philippe Frémeaux, Aurore Lalucq, et Philippe Roman, Produire plus, polluer moins : l'impossible découplage ?, Éditions Les Petits matins, 2014. Prefacio de Dominique Méda y Géraldine Thiry.
- 2016 : prefacio de Comment les économistes réchauffent la planète, d'Antonin Pottier, Éditions du Seuil, collection Anthropocène, septiembre de 2016.
- 2017 : prefacio a la edición francesa de Au-delà du marché. Vers une nouvelle pensée économique de Kaushik Basu, Éditions de l'Atelier, febrero de 2001.
- 2017 : prefacio a la edición francesa de Reprendre le contrôle de la dette. Pour une réforme radicale du système financier de Lord Adair Turner, Éditions de l'Atelier, abril de 2017.
- 2018 : prefacio de L'Entreprise comme commun. Au-delà de la RSE, de Swann Bommier et Cécile Renouard, Éditions Charles Léopold Mayer.
- 2018 : prefacio de Le mensonge de la finance - les mathématiques, le signal-prix et la planète, de Nicolas Bouleau, Éditions de l'Atelier, febrero de 2018.

### Artículos
- « Le nihilisme de l'après-pétrole », revue Esprit, mars-avril 2014
- « La mobilité du capital, un péché ? », Revue-Projet.com, 18 de junio de 2013.[35]
- « Le projet Moscovici enterre la séparation des banques », Revue-Projet.com,[36] 21 de enero de 2013.
- « Pourquoi les banques refusent d’être scindées », Revue-Projet.com,[37] 9 de enro de 2013.
- « La crise de l’euro n’est pas finie », Revue Esprit, mai 2012
- « Peut-on réformer le capitalisme ? », Études,[38] enero de 2010.
- « Nominal Uniqueness and Money Non-Neutrality in the Limit-Price Exchange Process », con Dimitrios Tsomocos, Economic Theory, vol. 45, n. 1-2, 2010, p. 303-348.
- « Nouveaux Chemins de solidarité par temps de crise », Études[39]·,[40] n.º 4101, enero de 2009.
- « Régulation mondiale, un rôle pour le FMI ? », Projet, n.º 308,[41] enero de 2009.
- « Pour un second Bretton-Woods », Projet, n.º 309, marzo de 2009. Coordinación del dossier « La fin d’un capitalisme ? » (contribuciones de Bruno Amable, Jacques Sapir, Stefano Palombarini)

### Entrevistas y conferencias
- « La sortie du confinement ne sera pas du tout la fin de la crise », entretien de 20 minutes sur France Inter le 29 mars 2020[42]
- « Les banques sont intrinsèquement hostiles à la transition écologique », grand entretien dans Le Vent Se Lève, 20 novembre 2019[43]
- « Tsunami financier, désastre humanitaire ? », difundido el 20 de marzo de 2019 por la cadena Thinkerview[44]
- « L'effet Reine rouge », Institut des Sciences de la Terre de Grenoble, conferencia del 8 de noviembre de 2018[45]
- « Le portrait du monde qui vient », Présages, 2 de mayo de 2018[46]
- « La transition écologique, un projet de société ? » Les Ernest, 5 de febrero de 2018[47]
- « Construire un monde en commun ? Les communs comme projet politique », Institut d’Études Avancées de Nantes, 7 de marzo de 2017[48]